# مركبة توصيل السباحين بالبحرية الهندية
إن مركبة توصيل السباحين بالبحرية الهندية (SDV) هي فئة مستقبلية من غواصة القزم للبحرية الهندية . في إطار هذا البرنامج، ستحصل القوات البحرية الهندية على غواصتين قزمية لإستخدامهما كمركبات توصيل للضفادع البشرية أو الغواصين . سيتم استخدام هذه الغواصات لإجراء عمليات خاصة تحت الماء من قبل قوات المارينز الهندية . وسيتم بناء كل من الغواصات بواسطة شركة هندوستان لبناء السفن المحدودة . يذكر أن تكلفة تدبير اثنين من الغواصات ستكون حول ₹ 2000 روبية .